# Diaphananthe garayana
Espèce
Diaphananthe garayana Szlach. & Olszewski est une espèce de plantes à fleurs de la famille des Orchidaceae et du genre Diaphananthe, endémique du Cameroun.

## Description
C'est une herbe épiphyte.
- Tige d'environ 15 cm
- Feuilles oblancéolées, légèrement falciformes, imbriqués à la base et légèrement falciforme, inégalement bilobés.
- Inflorescence assez lâche composé de 10 à 25 fleurs.
- Fleurs de petite taille.
- Bractées florales triangulaires au sommet, minces et glabres. Labelle elliptique, brièvement apiculé au sommet, finement papilleux au centre, à marge entière.
- Éperon étroitement conique, aigu, parallèle au pédicelle et à l'ovaire.

## Distribution
Relativement rare, on la trouve au sud-ouest du Cameroun, dans la réserve de Banyang Mbo, et au sud, entre Bipindi et Dehane.